# 三重県立宇治山田商業高等学校
三重県立宇治山田商業高等学校（みえけんりつうじやまだしょうぎょうこうとうがっこう）は、三重県伊勢市に所在する公立の商業高等学校。地元では「山商（やましょう）」と称される。

## 設置学科
- 商業科　3クラス（120人）
- 情報処理科　1クラス（40人）
- 国際科　1クラス（40人）

## 沿革
- 1908年4月1日  宇治山田市立商業補習学校創立。
- 1920年4月1日  三重県宇治山田商業学校と改める。
- 1931年4月1日  県立移管。
- 1945年7月29日 宇治山田空襲で被災する[1]。
- 1948年5月23日  宇治山田市立工業学校、同女子商業学校と統合、三重県宇治山田実業高等学校となる。
- 1948年8月28日  定時制課程を併設する。
- 1949年4月1日  学区制実施により三重県山田高等学校高倉校舎となる。
- 1950年4月1日  学区制修正により三重県宇治山田商工高等学校となる。
- 1955年4月1日  三重県立宇治山田商工高等学校と改称する。
- 1958年4月1日  工・定時制課程がそれぞれ分離独立し、三重県立宇治山田商業高等学校と改称する。
- 1978年8月 硬式野球部が第60回全国高等学校野球選手権大会に初出場。1回戦、南陽工（山口）に0-2で初戦敗退。
- 1990年4月  商業科・情報処理科・国際科の3学科設立。
- 2003年8月 硬式野球部が第85回全国高等学校野球選手権大会に25年ぶり2回目の出場。1回戦、近江（滋賀）に5-9で初戦敗退。
- 2007年8月 硬式野球部が第89回全国高等学校野球選手権大会に4年ぶり3回目の出場。8月14日の2回戦（初戦）、佐賀北（佐賀）に4-4のスコアで延長15回引き分けとなったが、2日後の8月16日の再試合では1-9と敗れ、甲子園初勝利はならなかった。
- 2008年3月 硬式野球部が第80回選抜高等学校野球大会に初出場。3月27日の2回戦（初戦）、安房（千葉・21世紀枠）に4-3のスコアで9回裏逆転サヨナラ、念願の甲子園初勝利を果たした。3日後の3月30日の3回戦、智弁和歌山（和歌山）に延長11回、1-2のスコアで敗退となった。

## 部活動
2022年度時点
運動部
- 剣道部
- 硬式野球部（男子）
- サッカー部（男子）
- 相撲部（男子）

- ソフトボール部（女子）
- テニス部（男子・女子）

- バスケットボール部（男子・女子）
- バドミントン部
- バレーボール部（女子）
- 陸上競技部

文化部
- ESS部
- 家庭部
- ギター部

- コンピュータ部
- 茶・華道部
- 写真部
- 珠算・電卓部

- 吹奏楽部
- 放送部
- 簿記部

## 著名な出身者

### 野球
- 森井茂（元プロ野球選手）
- 小阪三郎（元プロ野球選手）
- 服部力（元プロ野球選手）
- 三林清二（元プロ野球選手）
- 中村稔（元プロ野球選手）
- 山本穰（元プロ野球選手）
- 中村弘道（元プロ野球選手）
- 江川智晃（元プロ野球選手）
- 中井大介（元プロ野球選手）
- 森本進（元野球選手）※駒澤大学、名古屋鉄道管理局を経て現在皇學館大学硬式野球部監督。

### 陸上
- 小池弘文
- 野口みずき（アテネオリンピック女子マラソン金メダリスト）
- 森本葵（元駒澤大学陸上競技部監督）
- 尾西美咲[2]
- 世古和[3]
- 上山紘輝[4]

### その他
- 山根佐由里（元ソフトボール選手）
- 坂口周（競艇選手）[5]
- 大西礼芳（女優）[6]
- はっとりみつる（漫画家）
- 太田美穂（競輪選手）[7]

## その他
- 国家資格の基本情報技術者試験（FE）の午前科目免除制度の認定校となっている[8][9]。

### 交通アクセス
- JR東海参宮線・五十鈴ケ丘駅下車。
- 宇治山田商業高等学校には校門前に「山商口」バス停、校舎前ロータリーに「山商前」バス停があり、三重交通伊勢営業所管内の路線バス運行系統上の主要な停留所となっている。

### 出身中学校
伊勢市内を中心に度会郡や志摩市からの進学者が多い。
平成19年（2007年）度出身中学校別生徒数
上位5校まで、3学年の合計
1. 伊勢市立小俣中学校…57名
2. 伊勢市立港中学校…48名
3. 伊勢市立二見中学校…39名
4. 伊勢市立宮川中学校…34名
5. 志摩市立文岡中学校…33名